# 종합보급창 (대한민국 공군)
종합보급창은 대구광역시 동구 입석동 대구국제공항 공군구역인 K-2에 있는 대한민국 공군의 보급창이다. 공군군수사령부 소속 기관이다.

## 역사
종합보급창은 중복성을 줄이고 12만개의 물자 조달 및 배급에 대한 행정업무를 한 곳에서 처리하여 효율성을 높이기 위한 중앙집중조직으로서 대구의 제40보급창, 김해의 제41보급창, 서산의 제42보급창을 묶어서 2013년 1월 2일에 창설되었다. 초대 창장에 표상욱이 취임하였다.
2017년 5월 4일, 책임운영기관에 선정되었다.
2019년 11월 3일에 열린 제27회 물류의 날 행사에서 국토부 장관상을 수상하였다.

## 참고
1. ↑  이기동 (2013년 1월 2일). “공군물류 보급 중심 '종합보급창' 창설”. 경북일보. 2023년 6월 23일에 확인함.
2. ↑  김영태 (2013년 1월 2일). “군수물자 컨트롤타워 `종합보급창` 창설”. 경북매일. 2023년 6월 23일에 확인함.
3. ↑  김용준 (2017년 5월 4일). “최우수 軍 책임운영기관, ‘공군종합보급창’”. KBS 뉴스. 2023년 6월 23일에 확인함.
4. ↑  김무진 (2019년 11월 3일). “공군 군수사 종합보급창·제60수송전대, 국토부 장관상 수상”. 경북도민일보. 2023년 6월 23일에 확인함.